# ماریا اسپیروپولو
ماریا اسپیروپولو (تلفظ: /ˌspɪrəˈpu:lu:/؛ یونانی: Μαρία Σπυροπούλου)؛ زادهٔ ۱ ژانویهٔ ۱۹۷۰) فیزیکدان ذرات یونانی است. او استاد فیزیک شانگ-یی چِن در مؤسسه فناوری کالیفرنیا (کلتک) می‌باشد.

## زندگی‌نامه
ماریا اسپیروپولو مدرک کارشناسی خود را در رشته فیزیک از دانشگاه ارسطو تسالونیکی در سال ۱۹۹۳ دریافت کرد و در سال ۲۰۰۰ با انجام آزمایش CDF از دانشگاه هاروارد موفق به اخذ مدرک دکترا شد. در پایان‌نامه دکتری خود، او برای اولین بار در برخورددهنده‌های هادرونی از یک روش تحلیل آزمایش کور نوآورانه برای جستجوی شواهدی از ابرتقارن استفاده کرد. این کار او بخش بزرگی از فضای پارامتری که انتظار می‌رفت ذرات ابر متقارن در آن ظاهر شوند را حذف کرد.
در فاصله سال‌های ۲۰۰۱ تا ۲۰۰۳، اسپیروپولو به عنوان پژوهشگر انریکو فرمی در دانشگاه شیکاگو به ادامه آزمایش CDF پرداخت و از امضای انرژی عرضی گمشده برای جستجوی ابعاد اضافی و ابرتقارن استفاده کرد. در سال ۲۰۰۴، او به عنوان دانشمند پژوهشگر در آزمایش سیم‌لوله فشرده میونی به سرن نقل مکان کرد. از سال ۲۰۰۵ تا ۲۰۰۸، او به عنوان هماهنگ‌کننده گروه تحلیل فیزیک سیم‌لوله فشرده میونی در جستجوی ابرتقارن و سایر پدیده‌های فراتر از مدل استاندارد فعالیت داشت. او تا سال ۲۰۱۲ به عنوان فیزیکدان ارشد پژوهشگر در سرن مشغول به کار بود و از سال ۲۰۰۹ استاد فیزیک مؤسسه فناوری کالیفرنیا بوده است. او به همراه دانشجویش کریس روگان و همکارانش مائوریتزیو پیرینی و ژوزف لیکن، مجموعه جدیدی از متغیرهای سینماتیکی («تیغ») را برای کشف و توصیف فیزیک جدید در LHC ابداع کردند.
اسپیروپولو در آزمایش‌های برخورددهنده تواترون و برخورددهنده بزرگ هادرونی سرن با نقش‌های پیشرو در تحقیق و توسعه آشکارسازها و ماشه‌ها، عملیات و دستاوردهای مهم در جستجوی ماده تاریک و سایر فیزیک‌های جدید از جمله کشف بوزون هیگز فعالیت داشته است. در سال ۲۰۱۴، او برنامه‌ای را برای بررسی و به‌کارگیری ابزارهای محاسبات کوانتومی و هوش مصنوعی به منظور تسریع اکتشافات در فیزیک ذرات پرانرژی و سایر علوم حوزه‌ای آغاز کرد.
در سال ۲۰۱۷، او به همراه کلتک، ای‌تی‌اندتی، آزمایشگاه فرمی و آزمایشگاه پیش‌رانش جت، اتحادیه فناوری‌های کوانتومی و شبکه‌ها و فناوری‌های کوانتومی هوشمند (IN-Q-NET) را تأسیس کرد که یک برنامه تحقیقاتی مشارکت عمومی-خصوصی چند مؤسسه‌ای است و نتایج قابل توجهی در زمینه تحقیق و توسعه پایه در حوزه‌های علم و فناوری اطلاعات کوانتومی با تأکید بر شبکه‌های کوانتومی داشته است. جدیدترین نتایج این پروژه در سال ۲۰۲۰ منتشر شد و شامل پیشرفته‌ترین دقت در انتقال کوانتومی حالت‌های کوانتومی زمان-باینری و عملیات بدون وقفه می‌باشد. این پروژه همچنین اولین مدل‌سازی نظری را شامل می‌شود که ناقص بودن تنظیمات واقعی را در نظر گرفته و با داده‌ها مقایسه می‌کند و به‌طور کلی اولین سیستم یکپارچه از این نمونه‌های اولیه با نظارت خودکار، سیستم‌های جمع‌آوری داده و تحلیل داده‌های بی‌درنگ همتراز با پروژه‌های فیزیک انرژی بالا (HEP) وزارت انرژی آمریکا است.
از سال ۲۰۱۸، اسپیروپولو به عنوان پژوهشگر اصلی پروژه کانال‌های ارتباطات کوانتومی برای فیزیک بنیادی (QCCFP) فعالیت دارد که توسط برنامه QuantISED دفتر فیزیک انرژی بالا وزارت انرژی ایالات متحده پشتیبانی می‌شود. دستاوردهای این پروژه شامل اولین نمایشگاه آزمایشگاهی از دورنوردی کوانتومی کرم‌چاله‌ای قابل عبور با استفاده از پردازنده کوانتومی سیکامور گوگل می‌باشد.
اسپیروپولو هماهنگ‌کننده کمیته EPP2024 آکادمی ملی علوم است. او به عنوان رئیس کمیته مشورتی فیزیک فرمیلب، عضو هیئت مشورتی فیزیک انرژی بالا به وزارت انرژی ایالات متحده و بنیاد ملی علوم، رئیس انجمن فیزیک بین‌المللی و عضو کمیته سیاست فیزیک انجمن فیزیک آمریکا و رئیس هیئت علمی کلتک خدمت کرده است. او عضو مرکز فیزیک اسپن است و در هیئت مشورتی انجمن تعالی محاسباتی فیزیک انرژی بالا فعالیت دارد. او در ماه مه ۲۰۱۷ در کنگره دربارهٔ برنامه بودجه فیزیک انرژی بالا وزارت انرژی برای سال مالی ۲۰۱۸ شهادت داد و برای مشارکت در گروه مطالعات علوم دفاعی ۲۰۲۰–۲۰۲۱ مؤسسه تحلیل‌های دفاعی (IDA) که توسط دارپا حمایت می‌شود، انتخاب شد.